# 道の駅大歩危
道の駅大歩危（みちのえき おおぼけ）は、徳島県三好市山城町上名にある国道32号の道の駅である。

## 概要
博物館および観光案内施設として1996年（平成8年）に開業したラピス大歩危（後述）を、施設はほぼそのままに2008年（平成20年）8月8日に道の駅として登録したものである。2010年（平成22年）、同施設内に妖怪屋敷がオープンした。

## 沿革
- 1996年（平成8年） - ラピス大歩危が開館。
- 2008年（平成20年）8月8日 - 道の駅として登録。
- 2010年（平成22年）7月25日 - 妖怪屋敷がグランドオープン。
- 2015年（平成27年）1月30日 - 重点「道の駅」候補 に選定[1][2]

## 施設
ラピス大歩危の施設が道の駅の登録要件をほぼ満たしていたため、登録に当たって特に大規模な改修は行われていない（トイレを24時間利用可能にした程度）。
- 駐車場
  - 普通車：54台
  - 大型車：4台
  - 身障者用：1台
- トイレ
  - 男：8器
  - 女：11器
  - 身障者用：2器
- 公衆電話
- 足湯
- 展望デッキ（24時間利用可能）
- 観光物産館
- 石の博物館
- 情報提供コーナー
- 休憩コーナー
- 無線LAN

### ラピス大歩危
ラピス大歩危（ラピスおおぼけ）は、岩石にまつわる博物館および観光案内施設の複合施設である。運営は第三セクターの「株式会社 山城しんこう」が行っている。とくしま88景に選定。名称の由来は、ラテン語で「石」を意味するラピス（Lapis）より。
館内には、三名含礫片岩（徳島県指定天然記念物）や宝石などの岩石や鉱物および、妖怪にちなんだ展示を行う「石の博物館」のほか、観光案内、特産品やアクセサリーの販売、無料の足湯などがある。施設の利用が伸び悩んだため、のちに三好市により道の駅大歩危として登録された。
2010年（平成22年）、当館併設の妖怪屋敷がオープンした。三好市山城町は子泣き爺伝説発祥の地とされ、2008年（平成20年）には世界妖怪協会（会長：水木しげる）より全国2例目の怪遺産に認定されている。館内には巨大閻魔大王など約70体の妖怪が展示されている。

## 休館日
- 12 - 2月の毎週月曜日（祝日の場合は翌火曜日）

## アクセス
道路
- 国道32号 - 登録路線
- 徳島県道45号西祖谷山山城線
- 徳島県道272号上名西宇線
- 徳島自動車道 井川池田ICから国道32号を経由して40分。
- 高知自動車道 大豊ICから国道439号と国道32号を経由して40分。
- 松山自動車道 三島川之江ICから国道192号と国道32号を経由。

鉄道
JR土讃線 大歩危駅から車で5分または徒歩20分。

## 周辺
- 大歩危・小歩危
  - 大歩危峡遊覧船
- 藤川谷
  - 児啼爺（こなきじじい）石像
  - 藤娘像
- 塩塚高原